# Jan Wilhelm Hiż
Jan Wilhelm Hiż (XVIII w.) – polski wojskowy, pułkownik gwardii koronnej.

## Życiorys
Był synem Wilhelma Hiża – sekretarza w kamerze królów Jana III Sobieskiego, Augusta II i Augusta III; oraz Franciszki de Loupi; wnukiem Jana Hiża – podskarbiego w służbie Marii Kazimiery Sobieskiej.
Miał braci: Franciszka, pułkownika gwardii Koronnej; Piotra, kapitana inżynierów; Józefa, kanonika warszawskiego; oraz Wilhelma, oberstleutnanta gwardii koronnej.
Był oficerem gwardii koronnej, gdzie awansował do stopnia pułkownika. W 1764 roku jako jeden z pięciu członków rodziny Hiż otrzymał szlachectwo z herbem Jeż.
Był żonaty z Katarzyną de Mathy, z którą miał dwie córki: Mariannę (wydaną za Ignacego Łempickiego, generała wojsk koronnych), Annę (wydaną za Kacpra Dąbkowskiego, pułkownika w regimencie Sułkowskich), i czterech synów: Jana Augusta, generała majora i pułkownika gwardii pieszej Koronnej; Antoniego, kapitana gwardii pieszej Litewskiej; Józefa, regenta Komisji Skarbowej Koronnej, bezpotomnego; Franciszka, generała adiutanta Komisji Wojskowej Obojga Narodów, również bezpotomnego.